# Ooteca

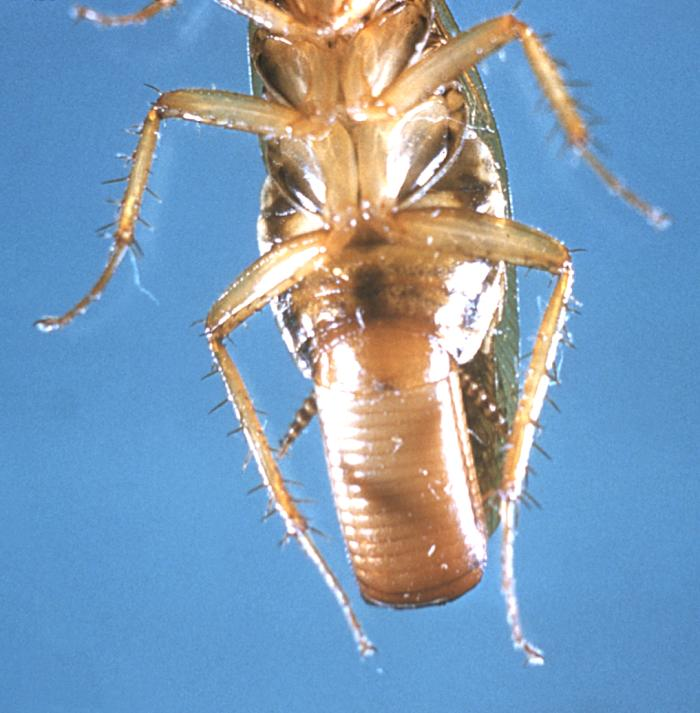
Blatella germanica carregando a ooteca

Ooteca é a designação utilizada em Entomologia para uma espécie de estojo formado pela secreção de certos insetos, como blatários e mantódeos, e que encerra um agregado de ovos.
A ooteca pode ser depositada num lugar onde as ninfas, quando a deixam, encontrem alimento. No entanto, a barata alemã carrega a ooteca até próximo da altura da eclosão. 